# Koșleakî, Popilnea
Koșleakî (în ucraineană Кошляки) este un sat în comuna Romanivka din raionul Popilnea, regiunea Jîtomîr, Ucraina.

## Demografie
Componența lingvistică a localității Koșleakî
     Ucraineană (97,86%)
     Maghiară (1,07%)
     Rusă (1,07%)
Conform recensământului din 2001, majoritatea populației localității Koșleakî era vorbitoare de ucraineană (97,86%), existând în minoritate și vorbitori de rusă (1,07%) și maghiară (1,07%).